# Hermínio Rebelo
Hermínio Rebelo – portugalski strzelec,  olimpijczyk.
Startował na Letnich Igrzyskach Olimpijskich 1920 w Antwerpii. Jego nazwisko widnieje w wynikach pięciu konkurencji, wszystkich drużynowych. Najwyższym miejscem przez niego uzyskanym było ósme miejsce w pistolecie szybkostrzelnym drużynowo. W pozostałych konkurencjach zajmował miejsca w drugiej dziesiątce (w tym dwa razy ostatnie).
Wielokrotny reprezentant kraju na arenie międzynarodowej, m.in. w latach 1924–1926.

## Wyniki olimpijskie
| Igrzyska | Konkurencja                                    | Wynik       | Miejsce    | Źródło |
| -------- | ---------------------------------------------- | ----------- | ---------- | ------ |
| IO 1920  | Karabin wojskowy leżąc, 300 m, drużynowo       | 256 punktów | 15 (na 15) | [ 2 ]  |
| IO 1920  | Karabin wojskowy leżąc, 600 m, drużynowo       | 248 punktów | 14 (na 14) | [ 3 ]  |
| IO 1920  | Karabin wojskowy leżąc, 300 i 600 m, drużynowo | 519 punktów | 11 (na 14) | [ 4 ]  |
| IO 1920  | Karabin wojskowy stojąc, 300 m, drużynowo      | 226 punktów | 11 (na 15) | [ 5 ]  |
| IO 1920  | Pistolet wojskowy, 30 m, drużynowo             | 1184 punkty | 8 (na 9)   | [ 6 ]  |